# Мохове (Україна)
Мо́хове —  село в Україні, у Коропській селищній громаді Новгород-Сіверського району Чернігівської області. Населення становить 17 осіб. До 2016 орган місцевого самоврядування — Коропська селищна рада.

## Символіка
На гербі зображений мох під короною, з боків по шаблі. Мох вказує на назву населеного пункту (герб є промовистим). Корона - що мох тут є королівським. Дві шаблі означають село Шабалинів, з яким дуже сильно пов'язане.

## Історія
12 червня 2020 року, відповідно до розпорядження Кабінету Міністрів України № 730-р «Про визначення адміністративних центрів та затвердження територій територіальних громад Чернігівської області», увійшло до складу Коропської селищної громади.
19 липня 2020 року, в результаті адміністративно-територіальної реформи та ліквідації Коропського району, увійшло до складу Новгород-Сіверського району Чернігівської області.